# 塔玛拉·普雷斯
塔玛拉·纳坦诺夫娜·普雷斯（俄语：Тамара Натановна Пресс，1937年5月10日—2021年4月26日），苏联田径选手，奥林匹克运动会冠军，铅球和铁饼前世界纪录保持者。她在1964年东京奥运会上夺得女子铁饼和女子铅球两枚金牌，是迄今为止最后一位在不同的投掷项目上都能获得奥运会冠军的传奇运动员。

## 生平

### 早年生活
塔玛拉·普雷斯出生于苏联乌克兰哈尔科夫一个犹太人家庭。1941年，纳粹德国入侵苏联，在乌克兰屠杀犹太人，普雷斯一家遂逃往后方，曾在莫尔尚斯克停留。父亲纳坦·普雷斯（Натан Исакович Пресс）去往中亚，在塔什干入伍。为看望负伤住院的父亲，普雷斯随母亲齐利娅·谢尔曼（Циля Владимировна Шерман）赶赴撒马尔罕，此后便留下生活。父亲于1942年在前线阵亡。

### 运动生涯
六年级起，普雷斯跟随弗拉基米尔·贝塞克尔内赫（Владимир Пантелеймонович Бессекерных）开始练习田径。赢得乌兹别克铁饼冠军后，普雷斯接受贝塞克尔内赫的建议，于1957年前往列宁格勒，跟从著名教练维克多·阿列克谢耶夫进一步提高。
普雷斯很快在更大的舞台上取得成就，在1958年欧锦赛中荣获铁饼金牌、铅球铜牌。1960年罗马奥运会上，她在铅球比赛上夺冠，与妹妹伊琳娜·普雷斯（80米栏冠军）成为第一对在同届奥运会上双双摘金的姐妹。尽管在奥运会铁饼比赛中只获银牌，但赛后一周，塔玛拉·普雷斯就在罗马创造了新的铁饼世界纪录。在其运动生涯中，普雷斯曾11次刷新世界纪录（铁饼6次、铅球5次）。1964年东京奥运会上，普雷斯获得铁饼和铅球双料冠军，成为第四位、也是迄今最后一位达成此成就的传奇选手。赛场上的表现为她赢得了列宁勋章和荣誉勋章。

### 退役之后
1966年，29岁的普雷斯急流勇退，离开了田径场，次年进入全苏工会中央理事会，负责体育运动方面的工作。1974年取得教育学副博士学位。1990年代以来，她在多个慈善基金会担任要职，为退役运动员的晚年生活提供保障和支持。1997年获友谊勋章。

## 争议
塔玛拉·普雷斯在1966年退役。据她自述是娜杰日达·奇若娃的崛起让自己感受到“分寸感”（чувство меры），遂决定以不败的姿态体面离开。西方媒体则质疑普雷斯姐妹是间性人，认为她们的突然退役与1966年欧洲田径锦标赛引入性别检测有关。人文社科学者批评说，冷战时期，普雷斯等社会主义阵营女运动员的赛场成就同时威胁到了传统的性别阶序和资本主义世界的自尊，才招致西方媒体对其性别的质疑，以建构一种“苏联女选手的女性特质被不人道的政治制度所牺牲”的想象。